# Brya subinermis
Brya subinermis là một loài thực vật có hoa trong họ Đậu. Loài này được Leon & Alain miêu tả khoa học đầu tiên.